# 리오토 L8
리오토 L8(영어: Li Auto L8, 중국어 간체자: 理想L8, 병음: Lǐxiǎng L8, 직역: ideal L8)은 리오토에서 생산 중인 중형 크로스오버 SUV이다. 또한 라오토의 세 번째 차량이며, L9, L7, L6 등이 포함된 두 번째 L 시리즈 모델이기도 한다.

## 사양

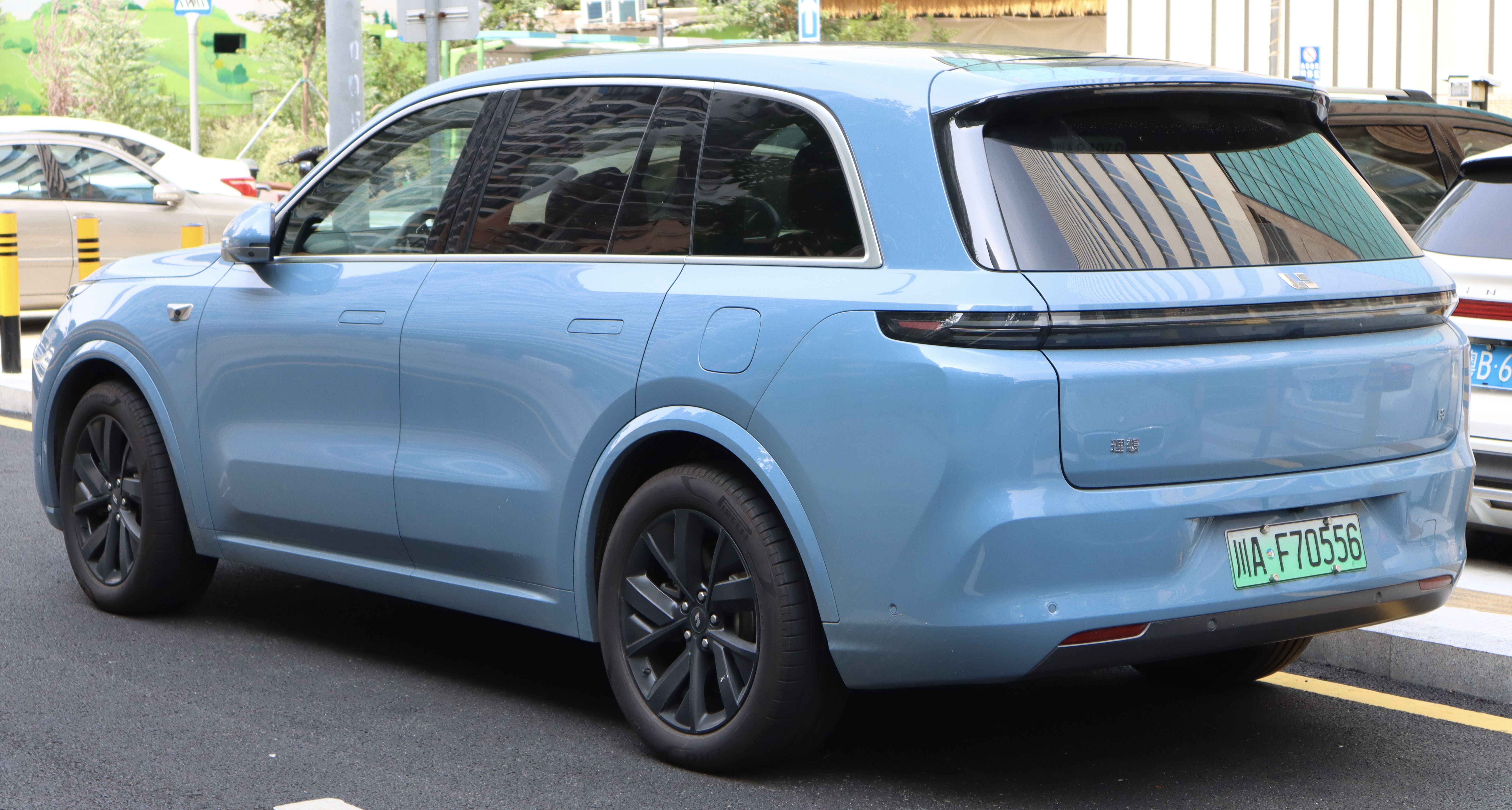
후면

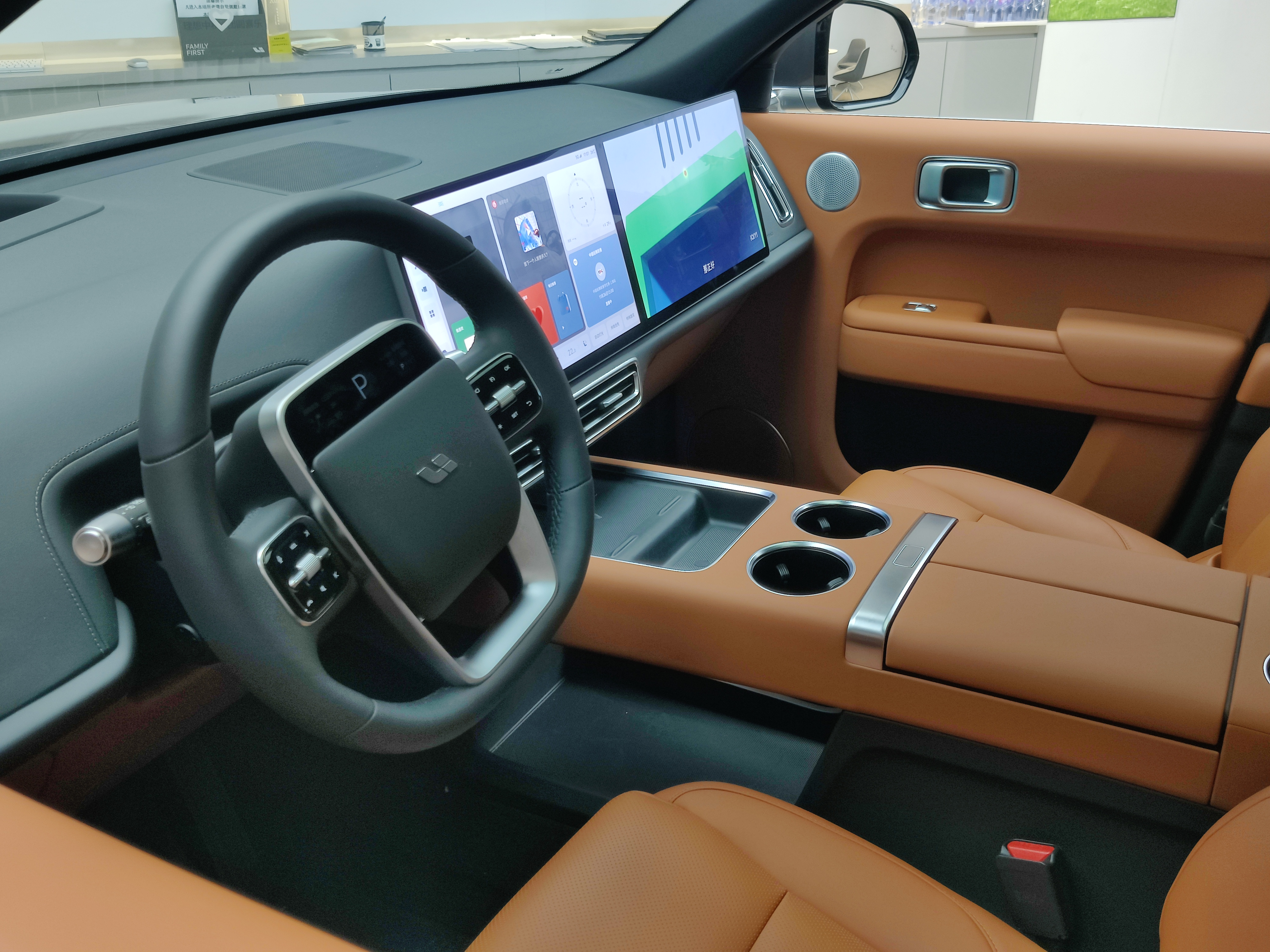
대쉬보드

차량 내부에는 리오토 L9과 동일한 HUD와 스티어링 휠의 미니 LED 터치스크린을 공유하는 여러 개의 화면이 있으며, 중앙에는 듀얼 3K 15.7인치 터치스크린 패널이 추가되어 있다. 또한, 인포테인먼트 시스템은 안드로이드로 구동되며, L8 맥스의 경우 24GB RAM+256GB ROM을 탑재한 듀얼 퀄컴 스냅드래곤 8155 프로세서가, L8 Pro의 경우 12GB RAM+128GB ROM을 탑재한 단일 8155 CPU 프로세서로 구동된다.
L8 맥스에는 리오토 L9에 탑재된 것과 동일한 AD MAX ADAS 시스템이 탑재되어 있으며, 이는 L8 맥스에 508TOPS의 듀얼 엔비디아 Orin-X 칩이 장착되어 있다는 것을 의미한다. 또한 하나의 지붕 장착형 Hesai 라이다, 6개의 8MP 카메라, 2개의 5MP 카메라, 12개의 초음파 레이더, 1개의 밀리미터파 레이더로 구성된 동일한 센서 어레이를 사용한다.
최고출력은 주행거리 연장 차량이라고 할 수 있으며, 두 개의 전기 모터가 있다. 전면에는 130-킬로와트 (174 hp; 177 PS) 모터가 있고 후면에는 200-킬로와트 (268 hp; 272 PS) 모터가 있다. 또한 전면에는 65 리터 (17.2 US gal; 14.3 imp gal)의 연료 탱크 용량을 가진 1.5리터 터보차저 4기통 가솔린 엔진이 장착되어 있다. 가솔린 엔진은 전기 모터의 주행거리 연장 장치이며 바퀴에 직접 동력을 공급하지 않는다. 전력은 40.9kWh(147MJ) 배터리 팩에서 공급된다. 총 출력은 330 kW (443 hp; 449 PS)이고 최대토크는 620 N·m (457 lb·ft; 63.2 kg·m)이다.

## 판매량
| 년도   | 중국 시장 |
| ------ | --------- |
| 2022년 | 15,482    |
| 2023년 | 117,990   |
| 2024년 | 77,623    |